# Pier Paolo Gasperoni
Pier Paolo Gasperoni (29 giugno 1950 – 1997) è stato un politico sammarinese.
È stato Capitano Reggente della Repubblica di San Marino per i periodi 1º ottobre 1985 – 31 marzo 1986 (assieme a Ubaldo Biordi) e 1º aprile – 30 settembre 1996 (assieme a Pietro Bugli).
Dal 28 gennaio 1991 al 2 luglio 1993 fu deputato all'Assemblea Parlamentare del Consiglio d'Europa.